# Thái Vũ, Bình Đông

Vị trí tại Bình Đông

Thái Vũ (tiếng Trung: 泰武鄉; bính âm: Tàiwǔ Xiāng) là một hương (xã) của huyện Bình Đông, tỉnh Đài Loan, Trung Hoa Dân Quốc (Đài Loan). Hương giáp với dãy núi Trung ương ở phía đông và địa hình thấp dần về phía tây. Tổng diện tích hương là 118,6266 km², dân số vào tháng 8 năm 2011 là 5.048 người thuộc 1.231 hộ gia đình, mật độ cư trú đạt 42,6 người/km². Cư dân trong hương chủ yếu là thổ dân Đài Loan.